# Track Bangas
Track Bangas – grupa muzyczna, w skład której wchodzili producenci Jeffrey „Smitty” Smith, Derrick „D.” St. Amand, Justin „J. Pill” Pipkins, Dana Harmon i Justin „J. Jones” Jones. Początkowo producenci byli znani z ich mocnej (banging) perkusji. Stąd wziął się ich przydomek Track Bangas. Grupa jest znana również z pojawiającego się na początku każdego ze stworzonych przez nich bitu rozpoznawalnego cytatu You are listening to a Track Bangas production (ang. Właśnie słuchasz produkcji Track Bangas).
Obecnie Track Bangas współpracują z Yelawolf, raperem wytwórni Shady Records, raperami Kurupt i Trae.

## Wczesne życie
Smitty i D. urodzili się w zachodniej części stanu Massachusetts w 1985 roku i wychowali w mieście Holyoke. Pierwszym instrumentem Smithy’ego był flet prosty, otrzymany w szkole podstawowej. Jego następnym instrumentem był saksofon. Dzięki grze na tym instrumencie Smitty dostał się do innej szkoły, mimo że jego umiejętności gry na saksofonie były jeszcze niewyszkolone. D. polubił sztukę DJ-owania w niezwykle młodym wieku (4 lata). W tym czasie jego rodzice kupili mu gramofon Big Bird oraz płytę Michaela Jacksona Bad.
Smitty i D. spotkali się po raz pierwszy w 1995 roku, kiedy grali w piłkę nożną w 5 klasie szkoły średniej, jednak chodzili wtedy do różnych szkół. Po rozpoczęciu nauki w szkole wyższej również uczęszczali do różnych szkół, jednak zaczęli chodzić do tej samej szkoły w 11 klasie. Chociaż spotykali się na tych samych zajęciach wychowawczych, to nie rozmawiali ze sobą zbyt dużo. W ciągu swojej nauki w szkole wyższej Smitty postanowił odwrócić swoje zainteresowanie w kierunku inżynierii dźwięku, podczas gdy D. wciąż był DJ-em na imprezach, weselach itp. Oboje ukończyli szkołę w czerwcu 2003 roku.
Smitty, który w tym czasie był znany z produkowania dla lokalnych artystów, stawał się znany w swoim mieście z tworzenia bitów. Wyprodukował ponad 300 utworów nagranych z różnymi artystami, z których prawie każdy mieszkał w promieniu 15 mil.
D. zaczął zajmować się nowym hobby, którym było rapowanie i parodiowanie popularnych utworów ze swoim kuzynem. W końcu zaczęli traktować swoje zajęcie bardziej poważnie i wraz z kilkoma innymi przyjaciółmi stworzyli skład o nazwie Starting Lineup.
Miesiąc po ukończeniu szkoły, Smitty i D. zostały spotkali się ponownie, gdy członek grupy zarezerwował ze Smitty’em studio. Po nagraniu dema i 25 utworów, członkowie grupy rozeszli się. D. i Smitty kontynuowali współpracę w celu stworzenia wspólnego projektu. Po nagraniu kilku utworów, D. zainteresował się produkcją muzyki.
D. uczył się tworzenia muzyki w stylu Smitty’ego, dzięki czemu szybko zaczął przestrzegać zasad produkowania utworów. D., który zawsze lubił sampling, nauczył się używać sampli w celu tworzenia swojej muzyki. Tymczasem Smitty zaczął udostępniać ich kolekcję beatów oraz nazwę Track Bangas w internecie.

## Kariera

### 2006–2009
W 2006 roku, ze względu na ogromny szum, który stworzyli w internecie, duet ruszył w drogę w celu znalezienia kolejnego członka w ramach projektu „GV”. Ich pierwszym przystankiem było miasto Columbus w stanie Ohio. Po sprzedaniu ponad 1000 płyt w ciągu kilku tygodni, D. i ochotnicy ruszyli w dalszą drogę do Phoenix i Las Vegas w celu sprzedania swoich płyt, podczas gdy Smitty pozostał w Ohio, gdzie produkował materiał i zarządzał kampanią internetową Track Bangas.
Łącznie w ramach projektu sprzedali pond 30 tys. płyt. Chociaż ich pomysł okazał się sukcesem, Smitty po 6 miesiącach wrócił do rodziny w Massachusetts.
W 2009 roku grupa założyła swoje studio produkcyjne w centrum Holyoke. W 2010 skład grupy powiększył się o producenta J. Pilla z Dallas i Dana Harmon z Columbus.
Po około roku i 8 miesiącach grupa przeniosła się do Los Angeles w celu kontynuowania swojej kariery.

### Od 2010 do teraz
W 2010 roku, dwa tygodnie przed Świętem Dziękczynienia, grupa przeniosła się z Massachusetts do Kalifornii.
Siedem miesięcy po przeprowadzce do Los Angeles, grupa rozpoczęła współpracę z raperem Kurupt oraz nagrała utwór z Yelawolfem, który znalazł się na ścieżce dźwiękowej gry Driver: San Francisco.

## Dyskografia
| Artysta                                              | Utwór                                                | Album                                |
| ---------------------------------------------------- | ---------------------------------------------------- | ------------------------------------ |
| Trae Tha Truth ft. Snoop Dogg                        | „Old School”                                         | I Am King                            |
| Trae Tha Truth ft. Yo Gotti                          | „Hallelujah”                                         | I Am King                            |
| Rittz                                                | „Intro”                                              | The Life and Times of Johnny Valiant |
| Yelawolf                                             | „No Hands”                                           | niezapowiedziany                     |
| Yelawolf ft. Trae Tha Truth                          | „Sh*t I’ve Seen”                                     | Friday The 13th                      |
| Trae Tha Truth ft. Meek Mill, Pusha T                | „So Far To Go”                                       | Undisputed (z Don Cannon)            |
| Trae Tha Truth ft. Tech N9ne, Mystikal & Brian Angel | „All That I Know”                                    | niezapowiedziany                     |
| 6 Tre G ft. Trae Tha Truth                           | „On A Roll”                                          | Boss Muzik                           |
| Chamillionaire                                       | „War to Your Door”                                   | Major Pain 1.5                       |
| Trae Tha Truth ft. Gorilla Zoe                       | „Keep on Rollin'”                                    | Street King                          |
| Trae Tha Truth                                       | „Street King”                                        | Street King                          |
| Trae Tha Truth                                       | „Cop A Drop”                                         | Can’t Ban Tha Truth                  |
| Trae Tha Truth ft. Lil Wayne & Rick Ross             | „Inkredible” Prod. by Mr Inkredible for Track Bangas | Can’t Ban Tha Truth                  |
| Trae Tha Truth ft. DJ Khaled & Young Jeezy           | „So Hot”                                             | Streets Advocate                     |
| Trae Tha Truth ft. Lil Wayne                         | „Blowin Money”                                       | Streets Advocate                     |
| Max B ft. Cynicus                                    | „From Harlem to Ohio”                                | That Tsunami Wave Pt. 4              |
| Jae Millz                                            | „Defense”                                            | Sizzerb Mixtape Vol. 3               |
| 2 Chainz ft. Just 100                                | „Oh Yea”                                             | niezapowiedziany                     |
| Uncle Murda ft. Diddy Bop                            | „Nightmares”                                         | The First 48                         |
| Pop Gates ft. Lil’ Flip                              | „Purp N Lean”                                        | The Gates Life                       |
| Vice Bells                                           | „No Introduction”                                    | BAD MOOD EP                          |